# Келлі Маккарті
Келлі Маккарті (нар. 6 вересня 1969) — американська акторка, модель, фотографка і порноакторка. Володарка титулу Міс США 1991 року. Найвідомішою її роботою є роль Бет Воллес в американській мильній опері Пристрасті 1999—2006.

## Життєпис
Маккарті виграла конкурс краси Міс США 1991 року, змагаючись як Міс Канзас США. Студентка Вічитського університету і членкиня сестринства Гамма Фі Бета. Її перемогу гучно відзначали, оскільки конкурс відбувся у місті Вічита, її рідному штаті Канзас, і вперше учасниця від цього штату здобула титул. Потім була фіналісткою конкурсу Міс Всесвіт.
В середині 1990-х Маккарті розпочала кар'єру акторки. Її теледебютом стала роль гостьової учасниці в комедійному серіалі Dream On. Потім була роль пані Lovelson в оригінальному серіалі каналу Дісней Парочка Стівенсів і епізодичні ролі в серіалах Беверлі-Гіллз, 90210, Район Мелроуз, Філ з майбутнього, Це так, Рейвен і Beyond the Break. З'явилася в епізоді шоу побачень Багаж.
У програмному блоці NBC Daytime на каналі NBC в мильній опері Пристрасті (телесеріал) вона зіграла Бетт Воллес, колишню наречену Луїса Лопеса-Фіцджеральда. Цю роль вона грала від 1999 до 2006 року, коли її героїня загинула під час вибуху поїзда. Загалом Маккарті з'явилася у 284 епізодах шоу; Пристрасті припинили виходити 2008 року.
Під час акторського періоду Маккарті також зіграла в низці софткорних порнофільмів. 2008 року вона звернулася в порностудію Vivid Entertainment з ідеєю зіграти в одній з її постановок. За умовами контракту Маккарті взяла участь у виборі акторів, написанні сценарію, редагуванні, а також остаточному утвердженні фільму. Її хардкорний фільм Faithless, який вийшов 4 лютого 2009 року, містив відкриті відверті сексуальні сцени без імітації. Для реклами фільму Маккарті взяла участь у шоу Говарда Стерна та інших радіошоу. Була номінована на дві порнопремії AVN Awards за найкращу жіночу роль та акторську роботу року (серед жінок).
Також займалася театром імпровізації. 2009 року, під час промоції свого порнофільму Faithless, Маккарті взяла участь у постановках Sketch Comedy Troupe лос-анджелеського ACME Comedy Theatre і взяла участь в їхньому щотижневому шоу "Суботнього вечора у прямому ефірі" під назвою "АКМЕ" цього тижня.
Подальша її кар'єра включала роль у кримінальній драмі 2010 року Dangerous Attractions, багаторазову появу в телесеріалі Co-Ed Confidential і кількох телефільмах, таких як Love Test (2011) і Темні таємниці (англ. Dark Secrets) (2012). Вона також з'явилася в камео в кількох документальних фільмах і новинних шоу, таких як Ларрі Кінг наживо,  Porn: Business of Pleasure на каналі CNBC, і кабельному серіалі Rated A for Adult.
Маккарті також є професійною фотографкою. Її фірма пропонує виконання портретних, весільних та будуарних фотографій.